# Félix Bernard (militaire)
Pour les articles homonymes, voir Félix Bernard et Bernard.
Félix Paul Antoine Bernard, né le 8 mai 1857 à Marseille (Bouches-du-Rhône) et décédé le 28 août 1939 à Paris 7e, était un officier général français.

## Distinctions
- Chevalier de la Légion d'honneur le 14 septembre 1897[3]
- Officier de la Légion d'honneur[4] le 12 juillet 1910[3].